# Touré Kunda (groupe)
Pour les articles homonymes, voir Kunda et Touré Kunda.
Touré Kunda est un groupe musical sénégalais.

## Histoire

### Débuts
Nés en 1950 à Ziguinchor en Casamance, à vingt-deux jours d’intervalle, Ismaïla Touré (1950-2023,) et son demi-frère, Sixu Tidiane Touré, sont initiés à la musique par leur frère aîné Mamadou, également chanteur et musicien.
En 1973, Ismaïla part de sa Casamance natale pour l’Europe, afin d’élargir sa connaissance du monde de la musique. Il s’installe à Paris en 1975, où il participe utilement à la vie des émigrés et donne, pendant 2 ans, de petits concerts au profit de ces derniers, tout en préparant la venue de son jeune frère Sixu, dont il a besoin pour asseoir le concept musical qu’il a élaboré.
C’est en 1977 que Sixu arrive à Paris, en France, et cette année-là, le public parisien les découvre avec curiosité à l’Hippodrome de Pantin, lors d’un festival de musique africaine, Africa Fête. Ils s’installent pour plus d’un mois au théâtre Dunois à Paris, en France. Leur premier album, devenu depuis introuvable, sort : Ismaïla Do Sixux. Les deux frères, fidèles à leurs principes familiaux et prévoyant d'intégrer d’autres membres de la famille, adoptent le nom de Touré Kunda.

### Succès
Ils sont rejoints en avril 1979 par leur aîné qui les a initiés à la musique : Amadou Touré. De 1979 à 1983, les concerts s’enchaînent et Touré Kunda devient la première formation africaine à s'imposer en France. En janvier 1983, lors d’un concert à la Chapelle des Lombards, Amadou décède d’un arrêt cardiaque. Un grand concert réunissant plusieurs artistes de renom sera donné en sa mémoire au Casino de Paris.
Profondément meurtris par cette disparition, Ismaïla et Sixu décident de retourner aux sources. Un album Amadou-Tilo sera réalisé en 1983 en hommage à leur frère. Ils sont rejoints la même année par leur frère cadet Ousmane Touré, qui succède ainsi à Amadou. Ils partent pour une tournée mémorable à travers l’Afrique (notamment Côte d'Ivoire, Mali, Gambie, Sénégal), et aussi la Casamance, où ils viennent d’inhumer leur frère. Ils reviennent avec l'album live Paris-Ziguinchor qui se vendra à plus de 200 000 exemplaires. Grâce au succès de cet album, ils partent pour une tournée marathon. Celle-ci les mènera en 1985 à l’Espace Balard/Paris, où ils se produisent devant 20 000 personnes… Du jamais vu en musique africaine, égalant ainsi les plus gros scores du rock. Ils font la une de tous les journaux français. La tournée qui va suivre sera à l’image de cet événement et les frères réunissent autour de leur musique plus de 200 000 personnes.
L’album Natalia sort la même année, réalisé par Bill Laswell. Les tournées se succèdent, leur renommée a depuis longtemps dépassé les frontières. Ils partent aux États-Unis pour une tournée de 20 dates. La même année, ils vont au Japon, réunissant 25 000 personnes à chacun des huit concerts qu’ils donnent. En 1986, ils signent chez Tréma et sortent Toubab Bi, leur troisième disque d'or. En 1987, ils retournent aux États-Unis deux fois dans la même année. Ils jouent au Paladium de New York, au Carnegie Hall, au Palace à Los Angeles, au Warfield à San Francisco. Partout l’accueil est fantastique[réf. nécessaire]. Viennent ensuite trois albums, toujours chez Tréma, dont un live, Sounké, enregistré au Palais des congrès de Paris avec un quatrième frère, Hamadou Touré.
Touré Kunda participe à tous les grands festivals français et européens. Ainsi, ils sont au Montreux Jazz Festival ; au Festival de Nyon à trois reprises; en Suisse ; au Sfinks (en) en Belgique ; au Loreleï et au Reggae Sunplash en Allemagne ; à Antibes ; aux Francofolies de La Rochelle, où ils battent tous les records d’affluence ; à Bourges, etc. Ils sont invités à célébrer avec leur musique de grands évènements, tels que la réélection du Président François Mitterrand, le sommet France-Afrique à Vittel en 1983, et accueillent Nelson Mandela sur le Parvis des droits de l'homme au Trocadéro, lors de sa visite officielle en France. Ismaïla et Sixu Tidiane, continuent leur route, en préservant la musique d’Afrique et en chantant les mots qui expriment la sage philosophie de leurs ancêtres. L’album Sila Béto (« Le bon chemin ») sera suivi en juin 1996 de leur production Mouslaï (« Le talisman »), qui sort en licence chez WEA.
En juin 1999, Carlos Santana sort Supernatural, album qui connaît un succès retentissant : plus de 11 millions d’exemplaires vendus et 8 Grammy Awards décernés[Quand ?][réf. nécessaire]. De nombreux invités figurent sur cet opus, notamment Touré Kunda avec une reprise de leur titre Guerilla Africa. En préparant sa tournée européenne, Carlos demande à Ismaïla et Sixu Tidiane d’assurer la première partie, ces derniers acceptent alors qu’ils viennent de sortir Terra Saabi.

### SanthiabaetLambi Golo
En 2008 parait Santhiaba, un album reflétant la diversité des sonorités à l’origine de leurs influences musicales. Ce nom, c’est celui du quartier où ils sont nés, entre Quartier Escale au nord, Leouna et Kande à l’est, Boucotte Perissac et Soucou papaye au sud. « C’est à Santhiaba que notre vie a commencé, nous y sommes nés et y avons grandi au milieu des Soninke, Mandingues, Diolas, Créoles Portugais, Peuhls et Wolof ; c’est aussi le lieu d’apprentissage de la musique, du théâtre et de la danse. Nous y avons surtout appris à vivre harmonieusement avec toutes les composantes dialectiques résultant de ce généreux brassage ethnique. Pour le concept de ce nouvel album intitulé Santhiaba, nous avons réuni le Brésil, l’accordéon Serbe, les fils du nord du Sénégal et la France, sans oublier la rythmique casamançaise. Le tout enregistré et mixé par le cubain Tymour Cardenas, réalisé par Samba Laobé N'Diaye[réf. nécessaire]. »
Le 25 mai 2018, pour les 40 ans du groupe, parait l'album Lambi Golo avec la participation de Carlos Santana, Manu Dibango, Kiddus I, Lokua Kanza, Paco Séry.
Ismaïla Touré décède d'un cancer le 27 février 2023 à Paris, à l'âge de 73 ans.

## Discographie

### Albums studio
- 1980 : E'Mma Africa
- 1982 : Turu
- 1983 : Amadou-Tilo
- 1984 : Casamance au clair de lune (Toure Kunda, Wagram Music)
- 1985 : Natalia
- 1986 : Karadindi (Toure Kunda, Wagram Music)
- 1987 : Best of Touré Kunda (Toure Kunda, Wagram Music)
- 1990 : Salam
- 1992 : Sili Beto
- 1996 : The Touré Kunda Collection (Putumayo World Music)
- 1997 : Mouslai (Toure Kunda, Wagram Music)
- 2000 : Terra Saabi (Toure Kunda, Wagram Music)
- 2003 : La Musique africaine, Timbélélé et la Reine Lune (livre musical Gallimard Jeunesse Musique)
- 2008 : Best of
- 2008 : Santhiaba (Toure Kunda, Wagram Music)
- 2018 : Lambi Golo

### Albums live et compilation
- 1984 : Paris Ziguinchor (album live) (Toure Kunda, Wagram Music)
- 1991 : Sounké (album live)
- 1999 : Légende (compilation, Sony)